# Goeroe Angad

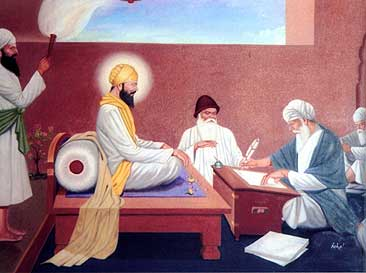
Goeroe Angad

Goeroe Aṅgad (Gurmukhi: ਸ੍ਰੀ ਗੁਰੂ ਅੰਗਦ ਦੇਵ ਜੀ, Devanagari: स्री गुर अंगद जी) (31 maart 1504, Matte di Sarai, India – 29 maart 1552, Khadur), ook bekend als Lehna of Lahina, was de tweede van de tien goeroes van het sikhisme. Aṅgad werd goeroe op 7 september 1539 en trad in de voetsporen van Goeroe Nanak, de stichter van het sikhisme.
Onder Goeroe Angad werden de geloofsprincipes die onder Goeroe Nanak nog betrekkelijk vaag waren, preciezer vastgelegd. Hij pleitte onder meer voor de volledige overgave aan de Wil van God en de afkeuring van exhibitionisme en schijnheiligheid. Ook standaardiseerde hij het Gurmukhi-schrift. Onder Angad werden lokale scholen opgericht waarop in het Punjabi (de regionale taal in Punjab) in plaats van in het traditionele Sanskriet lesgegeven werd. Aṅgad zag het belang van een goede opleiding en benadrukte zijn ideaal van een heldere geest.
Voordat hij stierf, benoemde hij Goeroe Amar Das tot zijn opvolger en derde goeroe van de sikhs.
Nanak · Angad  · Amar Das  · Ram Das · Arjan  · Hargobind · Har Rai  · Har Krisjan · Tegh Bahadur · Gobind Singh